# 阿諾德米爾 (喬治亞州)
阿諾德米爾（英語：Arnold Mill）是位於美國喬治亞州富爾頓縣的一個非建制地區。該地的面積和人口皆未知。

## 地理
阿諾德米爾的座標為33°07′03″N 84°23′17″W / 33.11750°N 84.38806°W，而該地的平均海拔高度為297米（即974英尺）。